# Утеево
Утеево — село в Красногвардейском районе Оренбургской области России. Входит в состав Преображенского сельсовета.

## География
Село находится в северо-западной части Оренбургской области, в пределах возвышенности Общий Сырт, в степной зоне, на правом берегу реки Турганник, на расстоянии примерно 30 километров (по прямой) к северо-востоку от села Плешаново, административного центра района. Абсолютная высота — 126 метров над уровнем моря.
Климат
Климат характеризуется как резко континентальный с продолжительной морозной зимой и относительно коротким жарким сухим летом. Средняя температура воздуха самого тёплого месяца (июля) — 21 °C; самого холодного (января) — −15 °C. Продолжительность безморозного периода составляет 130 дней. Среднегодовое количество атмосферных осадков составляет 320 мм, из которых 228 мм выпадает в тёплый период. Снежный покров держится в течение 145—150 дней.
Часовой пояс
Село Утеево, как и вся Оренбургская область, находится в часовой зоне МСК+2. Смещение применяемого времени относительно UTC составляет +5:00.

## Население
| 2010 |
| ---- |
| 154  |

Половой состав
По данным Всероссийской переписи населения 2010 года в половой структуре населения мужчины составляли 46,1 %, женщины — соответственно 53,9 %.
Национальный состав
Согласно результатам переписи 2002 года, в национальной структуре населения татары составляли 94 % из 254 чел.